# Vòng loại Giải vô địch bóng đá thế giới 1958 – Khu vực châu Âu
Dưới đây là danh sách các trận đấu và kết quả thuộc khuôn khổ vòng loại Giải vô địch bóng đá thế giới 1958 tại khu vực châu Âu (UEFA). Để có cái nhìn tổng quan hơn về toàn bộ vòng loại, vui lòng xem bài viết Vòng loại Giải vô địch bóng đá thế giới 1958.

## Thể thức
Thụy Điển – quốc gia đăng cai vòng chung kết – và Tây Đức – đương kim vô địch thế giới – được đặc cách vào thẳng mà không phải tham dự vòng loại. Trong số 27 đội tuyển quốc gia châu Âu đăng ký tham dự, các đội được chia thành 9 bảng, mỗi bảng gồm 3 đội. Các đội thi đấu vòng tròn hai lượt (sân nhà và sân khách), đội nhất bảng giành quyền tham dự vòng chung kết. Ngoài ra, một đội xếp nhì bảng được chọn ngẫu nhiên để tham dự trận play-off liên lục địa giữa UEFA và đại diện của khu vực châu Phi/Châu Á (CAF/AFC).
Giải đấu lần này cũng ghi nhận lần đầu tiên ba đội tuyển quốc gia – Đông Đức, Iceland và Liên Xô – góp mặt tại một kỳ vòng loại World Cup. Albania là đội duy nhất thuộc UEFA không tham gia vòng loại.

## Tổng quan
| Bảng 1             | Bảng 2    | Bảng 3     | Bảng 4      | Bảng 5       | Bảng 6     | Bảng 7    | Bảng 8        | Bảng 9        |
| ------------------ | --------- | ---------- | ----------- | ------------ | ---------- | --------- | ------------- | ------------- |
| · Anh              | · Pháp    | · Hungary  | · Tiệp Khắc | · Áo         | · Liên Xô  | · Nam Tư  | · Bắc Ireland | · Scotland    |
| · Cộng hòa Ireland | · Bỉ      | · Bulgaria | · Wales     | · Hà Lan     | · Ba Lan   | · România | · Ý           | · Tây Ban Nha |
| · Đan Mạch         | · Iceland | · Na Uy    | · Đông Đức  | · Luxembourg | · Phần Lan | · Hy Lạp  | · Bồ Đào Nha  | · Thụy Sĩ     |

## Vòng bảng

### Bảng 1
| VT | Đội              | ST | T | H | B | BT | BB | TLB   | Đ | Giành quyền tham dự |     |     |     |     |
| -- | ---------------- | -- | - | - | - | -- | -- | ----- | - | ------------------- | --- | --- | --- | --- |
| 1  | Anh              | 4  | 3 | 1 | 0 | 15 | 5  | 3,000 | 7 | 1958 FIFA World Cup |     | —   | 5–1 | 5–2 |
| 2  | Cộng hòa Ireland | 4  | 2 | 1 | 1 | 6  | 7  | 0,857 | 5 |                     |     | 1–1 | —   | 2–1 |
| 3  | Đan Mạch         | 4  | 0 | 0 | 4 | 4  | 13 | 0,308 | 0 |                     | 1–4 | 0–2 | —   |     |

### Bảng 2
| VT | Đội     | ST | T | H | B | BT | BB | TLB   | Đ | Giành quyền tham dự |     |     |     |     |
| -- | ------- | -- | - | - | - | -- | -- | ----- | - | ------------------- | --- | --- | --- | --- |
| 1  | Pháp    | 4  | 3 | 1 | 0 | 19 | 4  | 4,750 | 7 | 1958 FIFA World Cup |     | —   | 6–3 | 8–0 |
| 2  | Bỉ      | 4  | 2 | 1 | 1 | 16 | 11 | 1,455 | 5 |                     |     | 0–0 | —   | 8–3 |
| 3  | Iceland | 4  | 0 | 0 | 4 | 6  | 26 | 0,231 | 0 |                     | 1–5 | 2–5 | —   |     |

### Bảng 3
| VT | Đội      | ST | T | H | B | BT | BB | TLB   | Đ | Giành quyền tham dự |     |     |     |     |
| -- | -------- | -- | - | - | - | -- | -- | ----- | - | ------------------- | --- | --- | --- | --- |
| 1  | Hungary  | 4  | 3 | 0 | 1 | 12 | 4  | 3,000 | 6 | 1958 FIFA World Cup |     | —   | 4–1 | 5–0 |
| 2  | Bulgaria | 4  | 2 | 0 | 2 | 11 | 7  | 1,571 | 4 |                     |     | 1–2 | —   | 7–0 |
| 3  | Na Uy    | 4  | 1 | 0 | 3 | 3  | 15 | 0,200 | 2 |                     | 2–1 | 1–2 | —   |     |

### Bảng 4
| VT | Đội       | ST | T | H | B | BT | BB | TLB   | Đ | Giành quyền tham dự |  |     |     |     |
| -- | --------- | -- | - | - | - | -- | -- | ----- | - | ------------------- |  | --- | --- | --- |
| 1  | Tiệp Khắc | 4  | 3 | 0 | 1 | 9  | 3  | 3,000 | 6 | 1958 FIFA World Cup |  | —   | 2–0 | 3–1 |
| 2  | Wales     | 4  | 2 | 0 | 2 | 6  | 5  | 1,200 | 4 | Play-off CAF/AFC    |  | 1–0 | —   | 4–1 |
| 3  | Đông Đức  | 4  | 1 | 0 | 3 | 5  | 12 | 0,417 | 2 |                     |  | 1–4 | 2–1 | —   |

### Bảng 5
| VT | Đội        | ST | T | H | B | BT | BB | TLB   | Đ | Giành quyền tham dự |     |     |     |     |
| -- | ---------- | -- | - | - | - | -- | -- | ----- | - | ------------------- | --- | --- | --- | --- |
| 1  | Áo         | 4  | 3 | 1 | 0 | 14 | 3  | 4,667 | 7 | 1958 FIFA World Cup |     | —   | 3–2 | 7–0 |
| 2  | Hà Lan     | 4  | 2 | 1 | 1 | 12 | 7  | 1,714 | 5 |                     |     | 1–1 | —   | 4–1 |
| 3  | Luxembourg | 4  | 0 | 0 | 4 | 3  | 19 | 0,158 | 0 |                     | 0–3 | 2–5 | —   |     |

### Bảng 6
| VT | Đội      | ST | T | H | B | BT | BB | TLB   | Đ | Giành quyền tham dự |      |     |     |     |
| -- | -------- | -- | - | - | - | -- | -- | ----- | - | ------------------- | ---- | --- | --- | --- |
| 1  | Liên Xô  | 4  | 3 | 0 | 1 | 16 | 3  | 5,333 | 6 | 1958 FIFA World Cup |      | —   | 3–0 | 2–1 |
| 2  | Ba Lan   | 4  | 3 | 0 | 1 | 9  | 5  | 1,800 | 6 |                     |      | 2–1 | —   | 4–0 |
| 3  | Phần Lan | 4  | 0 | 0 | 4 | 2  | 19 | 0,105 | 0 |                     | 0–10 | 1–3 | —   |     |

1. 1 2  Do Liên Xô và Ba Lan có cùng số điểm sau vòng bảng, một trận play-off trên sân trung lập đã được tổ chức để xác định đội đứng đầu bảng. Liên Xô giành chiến thắng với tỷ số 2–0 và đoạt ngôi nhất bảng.

### Bảng 7
| VT | Đội     | ST | T | H | B | BT | BB | TLB   | Đ | Giành quyền tham dự |     |     |     |     |
| -- | ------- | -- | - | - | - | -- | -- | ----- | - | ------------------- | --- | --- | --- | --- |
| 1  | Nam Tư  | 4  | 2 | 2 | 0 | 7  | 2  | 3,500 | 6 | 1958 FIFA World Cup |     | —   | 2–0 | 4–1 |
| 2  | România | 4  | 2 | 1 | 1 | 6  | 4  | 1,500 | 5 |                     |     | 1–1 | —   | 3–0 |
| 3  | Hy Lạp  | 4  | 0 | 1 | 3 | 2  | 9  | 0,222 | 1 |                     | 0–0 | 1–2 | —   |     |

### Bảng 8
| VT | Đội         | ST | T | H | B | BT | BB | TLB   | Đ | Giành quyền tham dự |     |     |     |     |
| -- | ----------- | -- | - | - | - | -- | -- | ----- | - | ------------------- | --- | --- | --- | --- |
| 1  | Bắc Ireland | 4  | 2 | 1 | 1 | 6  | 3  | 2,000 | 5 | 1958 FIFA World Cup |     | —   | 2–1 | 3–0 |
| 2  | Ý           | 4  | 2 | 0 | 2 | 5  | 5  | 1,000 | 4 |                     |     | 1–0 | —   | 3–0 |
| 3  | Bồ Đào Nha  | 4  | 1 | 1 | 2 | 4  | 7  | 0,571 | 3 |                     | 1–1 | 3–0 | —   |     |

### Bảng 9
| VT | Đội         | ST | T | H | B | BT | BB | TLB   | Đ | Giành quyền tham dự |     |     |     |     |
| -- | ----------- | -- | - | - | - | -- | -- | ----- | - | ------------------- | --- | --- | --- | --- |
| 1  | Scotland    | 4  | 3 | 0 | 1 | 10 | 9  | 1,111 | 6 | 1958 FIFA World Cup |     | —   | 4–2 | 3–2 |
| 2  | Tây Ban Nha | 4  | 2 | 1 | 1 | 12 | 8  | 1,500 | 5 |                     |     | 4–1 | —   | 2–2 |
| 3  | Thụy Sĩ     | 4  | 0 | 1 | 3 | 6  | 11 | 0,545 | 1 |                     | 1–2 | 1–4 | —   |     |

## Play-off liên lục địa
| Đội 1  | TTS | Đội 2 | Lượt đi | Lượt về |
| ------ | --- | ----- | ------- | ------- |
| Israel | 0–4 | Wales | 0–2     | 0–2     |

Xứ Wales thắng với tổng tỷ số 4–0 và giành quyền tham dự Giải vô địch bóng đá thế giới 1958.

## Đội tuyển vượt qua vòng loại
12 đội tuyển sau đến từ UEFA vượt qua vòng loại tham dự Giải vô địch bóng đá thế giới 1958
| Đội tuyển   | Tư cách vượt qua vòng loại             | Ngày vượt qua vòng loại | Số lần tham dự FIFA World Cup trước đây1 |
| ----------- | -------------------------------------- | ----------------------- | ---------------------------------------- |
| Thụy Điển   | Chủ nhà                                | 23 tháng 6 năm 1950     | 3 (1934, 1938, 1950)                     |
| Tây Đức     | Đương kim vô địch                      | 4 tháng 7 năm 1954      | 3 (19342, 19382, 1954)                   |
| Anh         | Nhất Bảng 1                            | 19 tháng 5 năm 1957     | 2 (1950, 1954)                           |
| Pháp        | Nhất Bảng 2                            | 27 tháng 10 năm 1957    | 4 (1930, 1934, 1938, 1954)               |
| Hungary     | Nhất Bảng 3                            | 10 tháng 11 năm 1957    | 3 (1934, 1938, 1954)                     |
| Tiệp Khắc   | Nhất Bảng 4                            | 27 tháng 10 năm 1957    | 3 (1934, 1938, 1954)                     |
| Áo          | Nhất Bảng 5                            | 29 tháng 9 năm 1957     | 2 (1934, 1954)                           |
| Liên Xô     | Nhất Bảng 6                            | 24 tháng 11 năm 1957    | 0 (lần đầu)                              |
| Nam Tư      | Nhất Bảng 7                            | 17 tháng 11 năm 1957    | 3 (1930, 1950, 1954)                     |
| Bắc Ireland | Nhất Bảng 8                            | 15 tháng 1 năm 1958     | 0 (lần đầu)                              |
| Scotland    | Nhất Bảng 9                            | 24 tháng 11 năm 1957    | 1 (1954)                                 |
| Wales       | Chiến thắng trận play-off AFC/CAF-UEFA | 5 tháng 2 năm 1958      | 0 (lần đầu)                              |

1 Chữ in đậm chỉ đội vô địch năm đó. Chữ in nghiêng chỉ quốc gia đăng cai năm đó.
2Thi đấu dưới tên gọi Đức

## Cầu thủ ghi bàn
8 bàn thắng
- Tommy Taylor

7 bàn thắng
- Thadée Cisowski

5 bàn thắng
- Jackie Mudie

4 bàn thắng
- Paul Vandenberg
- Tadeusz Kraus
- John Atyeo
- Ferenc Machos
- Edward Jankowski
- Nikita Simonyan
- Ladislao Kubala

3 bàn thắng
- Gerhard Hanappi
- Maurice Willems
- Hristo Iliev
- Jean Vincent
- Dermot Curtis
- Abe Lenstra
- Noud van Melis
- Jimmy McIlroy
- Anatoli Ilyin
- Eduard Streltsov
- Des Palmer
- Muhamed Mujić

2 bàn thắng
- Hans Buzek
- Theodor Wagner
- Henri Coppens
- Victor Mees
- Richard Orlans
- Georgi Dimitrov
- Panayot Panayotov
- Ove Bech Nielsen
- Günther Wirth
- Duncan Edwards
- Célestin Oliver
- Roger Piantoni
- Joseph Ujlaki
- Lajos Csordás
- Nándor Hidegkuti
- Ríkharður Jónsson
- Þórður Jónsson
- Þórður Þórðarson
- Guido Gratton
- Cor van der Gijp
- Harald Hennum
- Lucjan Brychczy
- Gerard Cieślik
- Manuel Vasques
- Alexandru Ene
- Anatoli Isayev
- Igor Netto
- Estanislao Basora
- Alfredo di Stéfano
- Luis Suárez Miramontes
- Josef Hügi
- Roger Vonlanthen
- Ivor Allchurch
- Cliff Jones
- Miloš Milutinović

1 bàn thắng
- Robert Dienst
- Walter Haummer
- Karl Koller
- Ernst Kozlicek
- Helmut Senekowitsch
- Karl Stotz
- Otto Walzhofer
- André van Herpe
- Denis Houf
- André Piters
- Spiro Debarski
- Todor Diev
- Ivan Petkov Kolev
- Krum Yanev
- Vlastimil Bubník
- Pavol Molnár
- Anton Moravčík
- Ladislav Novák
- Aage Rou Jensen
- John Jensen
- Manfred Kaiser
- Helmut Müller
- Willy Tröger
- Johnny Haynes
- Olavi Lahtinen
- Mauri Vanhanen
- Said Brahimi
- René Dereuddre
- Maryan Wisnieski
- Kostas Nestoridis
- Vaggelis Panakis
- József Bozsik
- Károly Sándor
- Lajos Tichy
- George Cummins
- Johnny Gavin
- Alf Ringstead
- Sergio Cervato
- Dino da Costa
- Gino Pivatelli
- Jean-Pierre Fiedler
- Johnny Halsdorf
- Léon Letsch
- Toon Brusselers
- Coen Dillen
- Kees Rijvers
- Servaas Wilkes
- Billy Bingham
- Tommy Casey
- Wilbur Cush
- Billy Simpson
- Kjell Kristiansen
- Ginter Gawlik
- Matateu
- António Dias Teixeira
- Cornel Cacoveanu
- Titus Ozon
- Iosif Petschovsky
- Nicolae Tătaru
- John Hewie
- Tommy Ring
- Archie Robertson
- Alex Scott
- Gordon Smith
- Genrich Fedosov
- Valentin Kozmich Ivanov
- Boris Tatushin
- Yuri Voinov
- Miguel González
- Enrique Mateos
- Robert Ballaman
- Ferdinando Riva
- Dave Bowen
- Mel Charles
- Roy Vernon
- Dobrosav Krstić
- Aleksandar Petaković

1 bàn phản lưới nhà
- Edgar Falch (trong trận gặp Hungary)
- Ray Daniel (trong trận gặp Tiệp Khắc)